# 帕帕列克西环形山
帕帕列克西环形山（Papaleksi）是月球背面赤道区一座古老的大撞击坑，约形成于酒海纪，其名称取自苏联物理学家、苏联射电天文学奠基人尼古拉·德米特里耶维奇·帕帕列克西（Nikolaj Dmitrievich Papaleksi，1880年-1947年），1970年被国际天文联合会正式批准接受。

## 描述

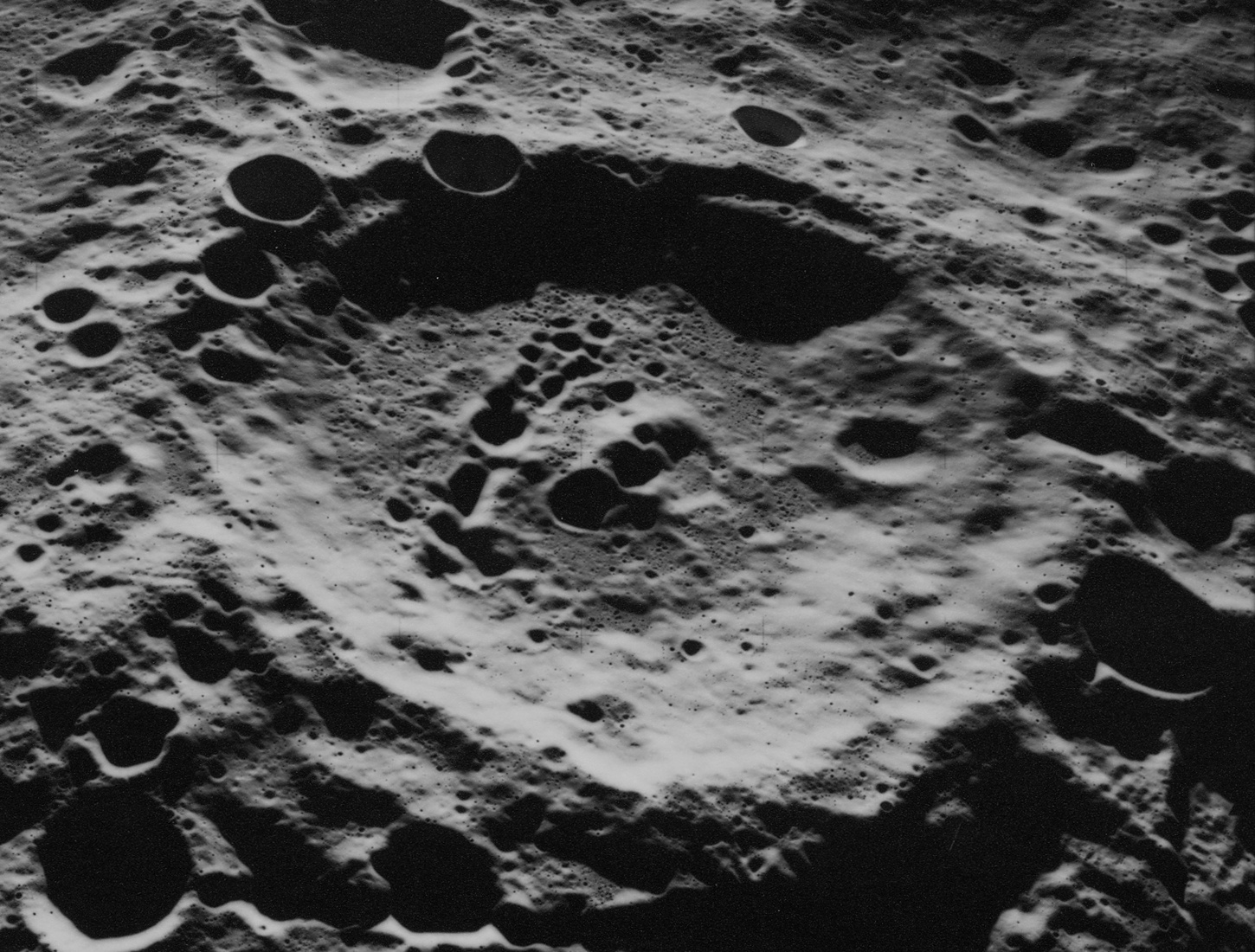
阿波罗16号拍摄的斜视图，面朝西。

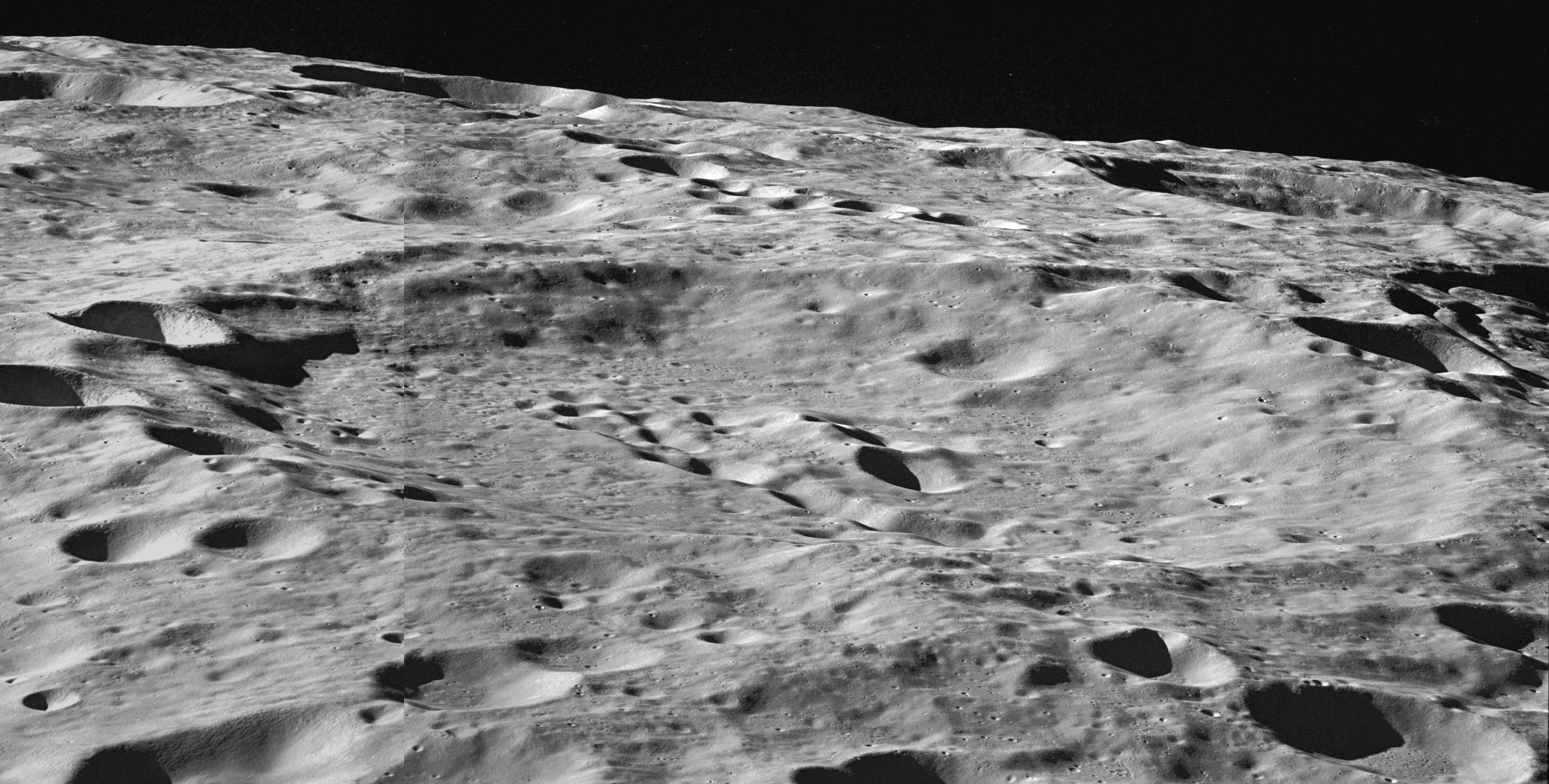
阿波罗10号拍摄的斜视图

该陨坑西北毗邻范亨特陨石坑；东北靠近斯潘塞·琼斯环形山；迪费陨石坑位于它的东南，巨大的曼德尔施塔姆环形山则坐落在它的西南侧边缘。该环形山的中心月面坐标为10°09′N 163°57′E / 10.15°N 163.95°E，直径92公里，深度2.8公里。
帕帕列克西环形山外观大体呈圆状，但边缘原始形状已发生改变，大部分外侧缘和内侧壁结构均已磨损，但也仅在西南坑沿上覆盖有三座小陨坑。陨坑内侧壁宽窄不均，其中北侧最宽，靠坡底有一座小陨坑；环形山坑壁平均高出周边地形1460米，内部容积约有9200公里³。坑内地表较为崎岖，中心点附近分布着一道中央山岭，山岭东端坐落着一座小撞击坑，南麓伸展着一列醒目的大链坑。
帕帕列克西环形山在得到正式命名前，曾被称为221号撞击坑.

## 卫星陨石坑

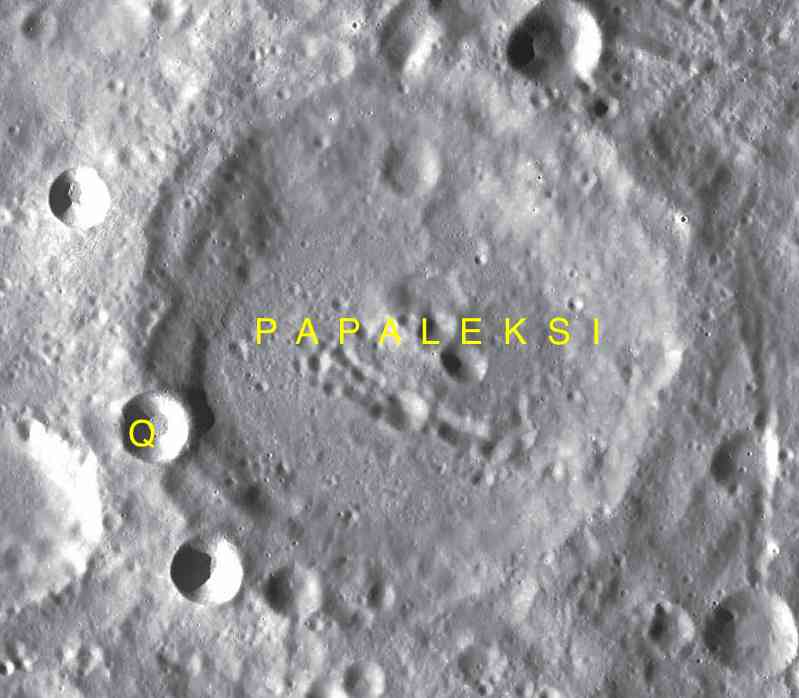
LAC-67 月面图

按惯例，最靠近帕帕列克西环形山的卫星坑在月图上以字母标注在该坑中心点的旁边。
| 帕帕列克西 | 纬度   | 经度     | 直径    |
| ---------- | ------ | -------- | ------- |
| Q          | 9.0° N | 162.7° E | 14 公里 |